# Moroni Olsen
Moroni Olsen (* 27. Juni 1889 in Ogden, Utah; † 22. November 1954 in Los Angeles, Kalifornien) war ein US-amerikanischer Schauspieler.

## Leben
Moroni Olsen wurde als Sohn mormonischer Eltern in Ogden geboren. Sein Name leitet sich von dem Propheten Moroni ab, der, dem Kirchengründer Joseph Smith zufolge, die Schriften des Buches Mormon zusammengefasst haben soll. Schon früh begann Olsen als Schauspieler auf Zeltbühnen zu arbeiten. Bis im Alter von 30 Jahren war er mit dieser Form der Schauspielerei unterwegs. Die Moroni Players waren zu jener Zeit ein Begriff, so spielte Moroni Olsen auch einige Jahre an Broadway-Bühnen.
1935 kam Olsen zum Film. Sein Debüt als Porthos in Die drei Musketiere war, wie der gesamte Film, eher schwach. Dennoch zeigten Hollywood-Produzenten wegen seiner tiefen und sonoren Stimme, die zudem durch seine Bühnenauftritte geschult war, Interesse an ihm. In der Folgezeit wurde er oft für historische Rollen gebucht. So war er in seiner zweiten Filmrolle als Buffalo Bill in dem Western Annie Oakley an der Seite von Barbara Stanwyck zu sehen. Ein Jahr später folgte ein Auftritt an Katharine Hepburns Seite als John Knox in dem Historiendrama Maria von Schottland. Diese Rolle hatte er schon erfolgreich am Broadway gespielt. 1940 spielte er in einem Film mit, für den er durch seinen Glauben prädestiniert war. Als einziger Mormone spielte er in Treck nach Utah, der Geschichte des Zuges der Mormonen nach Utah, mit. Kurz darauf war er als Südstaaten-General Robert E. Lee in Land der Gottlosen zu sehen, 1952 als texanischer General Sam Houston in Mann gegen Mann. Im selben Jahr spielte er nochmals den Porthos. In Die Söhne der drei Musketiere ist er als alter Porthos in einer kleinen Nebenrolle zu sehen. Dies war sein dritter Filmauftritt in einem Musketierfilm. 1939 spielte er eine kleine Rolle als Bailiff in der Komödienversion von Allan Dwan.
Moroni Olsen war mehrmals als Sprecher in Filmen zu hören. So war er die Stimme des Zauberspiegels in der Originalfassung von Schneewittchen und die sieben Zwerge. Ebenfalls sprach er eine der beiden sich unterhaltenden Galaxien in Ist das Leben nicht schön?. Olsens Rollenspektrum war auf Schurken, verbissene Beamte, humorlose Ärzte und wichtige Männer festgelegt. In seinem letzten Film spielte er wieder eine historische Person: Papst Leo I. in Attila, der Hunnenkönig von Douglas Sirk.
Moroni Olsen, der neben seiner Arbeit als Schauspieler auch die alljährlichen Pilgerväter-Aufführungen von Hollywood als Regisseur überwachte, verstarb am 22. November 1954 im Alter von 65 Jahren an den Folgen eines Herzinfarkts.

## Filmografie (Auswahl)
- 1935: Die drei Musketiere (The Three Musketeers)
- 1935: Annie Oakley
- 1935: Keine Gnade (We’re Only Human)
- 1936: Maria von Schottland (Mary of Scotland)
- 1936: Der Pflug und die Sterne (The Plough and the Stars)
- 1937: Das Leben des Emile Zola (The Life of Emile Zola)
- 1937: Der letzte Gangster (The Last Gangster)
- 1937: Schneewittchen und die sieben Zwerge (Snow White and the Seven Dwarfs) (Stimme)
- 1937: Manhattan Merry-Go-Round
- 1937: Der Schatz am Meeresgrund (Adventure’s End)
- 1938: Goldene Erde Kalifornien (Gold Is Where You Find It)
- 1938: Entführt (Kidnapped)
- 1938: That Certain Age
- 1938: Marie-Antoinette
- 1938: Die goldene Peitsche (Kentucky)
- 1938: Millionärin auf Abwegen (There Goes My Heart)
- 1939: Homicide Bureau
- 1939: Die drei Musketiere (The Three Musketeers)
- 1939: Fräulein Winnetou (Susannah of the Mounties)
- 1939: Weg aus dem Nichts (Dust Be My Destiny)
- 1939: Black River (Allegheny Uprising)
- 1939: Zwölf Monate Bewährungsfrist (Invisible Stripes)
- 1940: Goldschmuggel nach Virginia (Virginia City)
- 1940: Land der Gottlosen (Santa Fe Trail)
- 1940: Treck nach Utah (Brigham Young)
- 1940: Zum Bösen verdammt (East of the River)
- 1941: Mit einem Fuß im Himmel (One Foot in Heaven)
- 1941: Dive Bomber
- 1942: Reunion in France
- 1942: Schiff ahoi! (Ship Ahoy)
- 1942: Der gläserne schlüssel (The Glass Key)
- 1943: In die japanische Sonne (Air Force)
- 1943. Botschafter in Moskau (Mission to Moscow)
- 1943: Madame Curie (ungenannt)
- 1943: Das Lied von Bernadette (The Song of Bernadette)
- 1944: Ali Baba und die vierzig Räuber (Ali Baba and the Forty Thieves)
- 1944: Buffalo Bill, der weiße Indianer (Buffalo Bill)
- 1944: Die Schlangenpriesterin (Cobra Woman)
- 1944: Dreißig Sekunden über Tokio (Thirty Seconds Over Tokyo)
- 1945: Pride of the Marines
- 1945: Solange ein Herz schlägt (Mildred Pierce)
- 1945: Weekend im Waldorf (Week-End at the Waldorf)
- 1945: Wildwest rechnet ab (Don’t Fence Me In)
- 1946: Morgen und alle Tage (From The Day Forward)
- 1946: Berüchtigt (Notorious)
- 1946: Ist das Leben nicht schön? (It’s a Wonderful Life) (Stimme)
- 1947: Die lange Nacht (The Long Night)
- 1947: Hemmungslose Liebe (Possessed)
- 1947: Unser Leben mit Vater (Life with Father)
- 1947: Anklage: Mord (High Wall)
- 1947: Black Gold
- 1948: Kennwort 777 (Call Northside 777)
- 1949: Ein Mann wie Sprengstoff (The Fountainhead)
- 1949: Sturm über dem Pazifik (Task Force)
- 1949: Samson und Delilah (Samson and Delilah)
- 1950: Vater der Braut (Father of the Bride)
- 1951: Die Ehrgeizige (Payment on Demand)
- 1951: Ein Geschenk des Himmels (Father’s Little Dividend)
- 1951: U-Kreuzer Tigerhai (Submarine Command)
- 1952: Mann gegen Mann (Lone Star)
- 1952: Die Söhne der drei Musketiere (At Sword’s Point)
- 1953: Heirate mich noch mal (Merry Me Again)
- 1953: Villa mit 100 PS (The Long, Long Trailer)
- 1954: Attila, der Hunnenkönig (Sign of the Pagan)